# Stacey Snider
Stacey Snider (* 29. April 1961 in Philadelphia) ist eine US-amerikanische Filmproduzentin. Zuvor war sie Vorsitzende und CEO von 20th Century Fox, bevor das Unternehmen von der Walt Disney Company übernommen wurde. Sie ist auf der Liste der 100 mächtigsten Frauen der Welt der Zeitschrift Forbes aufgeführt.

## Leben

### Ausbildung
Sie erwarb 1982 einen Bachelor of Arts an der University of Pennsylvania und 1985 einen Juris Doctor an der University of California, Los Angeles.

### Karriere
Von 1999 bis 2006 war Snider Vorsitzende von Universal Pictures. Von 2006 bis 2014 war sie stellvertretende Vorsitzende/CEO von DreamWorks. Am 16. Juni 2016 wurde bekannt gegeben, dass Snider, nachdem sie seit 2014 als Co-Vorsitzende fungiert hatte, zum 30. Juni 2017 die Nachfolge von Jim Gianopulos als Vorsitzender und CEO der 20th Century Fox Film Corporation antreten wird.

## Persönliches
Snider wurde in einer jüdischen Familie geboren. Sie ist Mitglied des Wilshire-Boulevard-Tempels.